# Perkerra
Perkerra – rzeka w zachodniej Kenii o powierzchni zlewni 1,207 km². Jest to jedyna stała rzeka występująca na suchych i półsuchych terenach hrabstwa Baringo.
Swój bieg rozpoczyna w lesie Mau na zachodniej części wewnątrzkontynentalnego systemu grzbietów biegnącego przez Kenię, na wysokości około 2400 m n.p.m., a uchodzi na wysokości 980 m n.p.m., zasilając jezioro Baringo.